# Zé Tota
José Tota Soares de Figueiredo, alcunhado de Zé Tota, nasceu em Conceição, estado da Paraíba, no dia 5 de novembro de 1935 e é um político brasileiro.

## Biografia
Filho do casal Luiz Furtado de Figueiredo e de Glória Simões de Figueiredo, seu pai lutou ao lado do coronel Zé Pereira, na chamada Revolução de Princesa e, na sua dedicação rural e condição de semianalfabeto teve o mérito de educar os dez filhos: José (médico), João e Antônio (agrônomos), Luiz (dentista), Maria (médica); Dalva, Lita, Auristela, Auridete e Neuma (professoras).
De Conceição o casal se transferiu para Mãe d'Água, trazendo consigo o filho José, que tinha a pretensão de tornar-se advogado. O pai achava que para ser doutor era preciso ser médico, enquanto classificava a profissão de professora como meritória para as filhas. Cativando o desejo do pai, José Tota Soares de Figueiredo, ingressou na Faculdade de Ciências Médicas de Pernambuco e se especializou em anestesiologista. Na turma concluinte de 1963 foi orador, florescendo o seu dote político, que levou a condição de vice-prefeito de Teixeira, como companheiro de chapa do prefeito José Xavier, época em que o município compreendia um grande território, incluindo os distritos de Matureia, Desterro, Cacimbas e Mãe d'Água, que, com a emancipação, o teve como primeiro administrador. No seu currículo eleitoral constaria ainda a eleição de deputado estadual pelo MDB, eleito em 15 de novembro de 1966, obtendo em Patos - 395 votos; perfazendo no estado da Paraíba - 3.802 votos. Nessa legislatura também ocuparam cadeira na Casa de Epitácio Pessoa: Edivaldo Motta e Zé Gayoso.
Encerrou a função eletiva como vereador de Patos, consagrado no pleito de 1992, como o 2º mais votado (893 votos), ao disputar o cargo pelo PDT. Durante os quatro anos do mandato do governador Wilson Braga, assumiu a Secretaria de Saúde do Estado da Paraíba. Na gestão de Ivan Bichara Sobreira foi delegado regional de Saúde, representando o Ministério da Paraíba. Em Patos, desempenhou o cargo de diretor do Hospital Regional Deputado Janduhy Carneiro, durante três gestões. Foi, ainda, diretor da Maternidade Dr. José Peregrino Filho e chefe de Medicina Social do INAMPS, mesmo cargo que desempenhou em Sousa. Também dirigiu o Complexo de Saúde de Patos, compreendendo 47 municípios interioranos. Como homem de sociedade foi presidente e governador do Lions (Distrito L-25, que congrega os estados: Pernambuco, Paraíba e Rio Grande do Norte), além da representação nacional do referido clube de serviço, por duas vezes, com posses em Tóquio - Japão e Chicago - Estados Unidos. Presidiu por três vezes o Patos Tênis Clube. Na Maçonaria pertence ao Grande Oriente do Brasil e chegou a ser venerável da Loja Estrela da Serra, da cidade de Teixeira, que se reúne na unidade Dionísio da Costa, em Patos. Também se inclui nos estagiários da Escola Superior da Guerra - ADESG. Do casamento com Moema de Mello e Silva Soares (filha do ex-prefeito Bivar Olyntho e de Antonia Gomes - Nini), nasceram os filhos: Augusto Márcio (médico anestesiologista), casado com a médica ginecologista Maria Barbosa de Lima Soares e o advogado Paulo Gustavo (Guga), casado com a administradora de empresas Leila Guedes. São quatro netos: Isabele, Augusto Victor, Luis Gustavo e Letícia.